# CUP TOUR bus

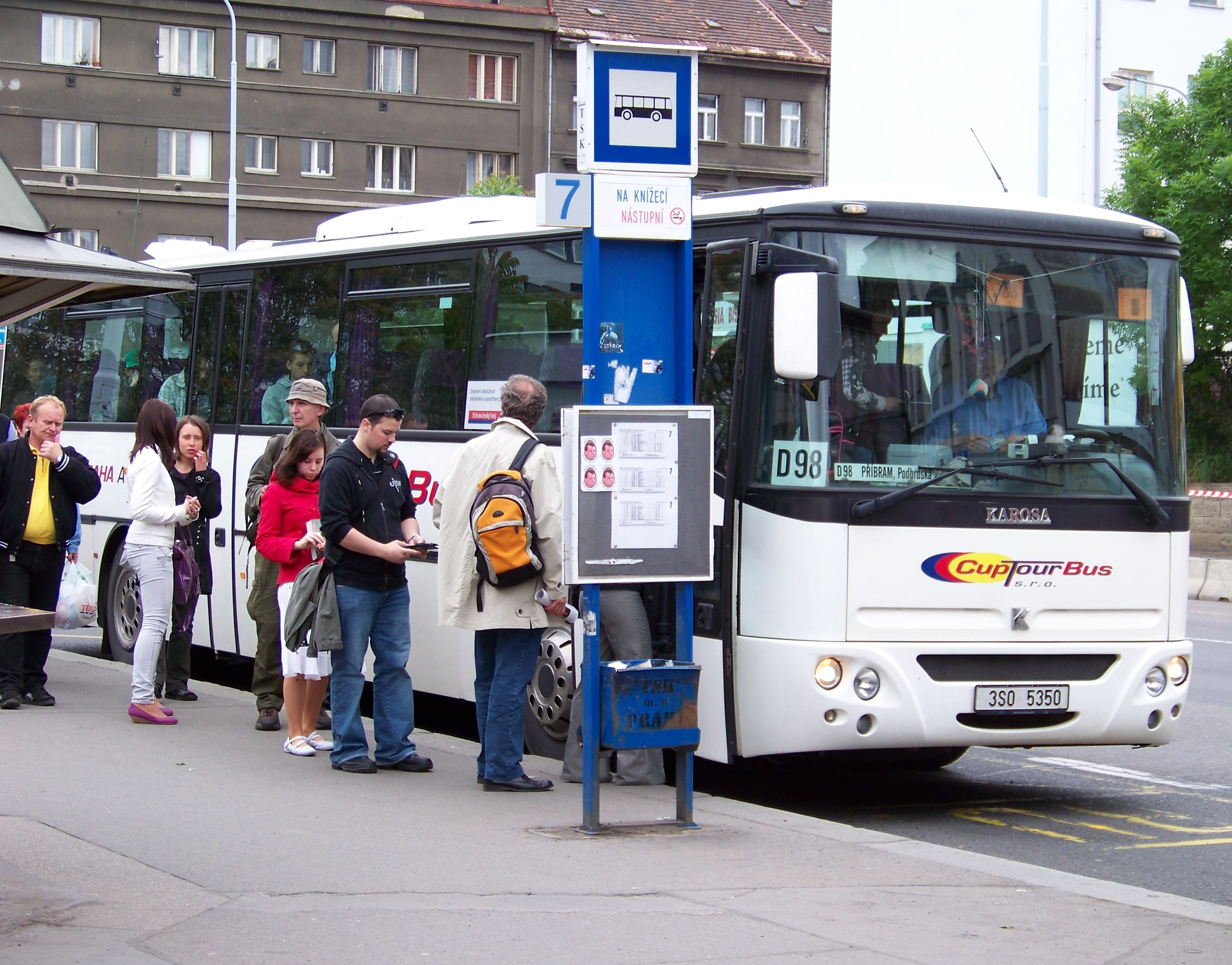
Autobus CUP TOUR bus na lince SID D98 z Prahy do Příbrami

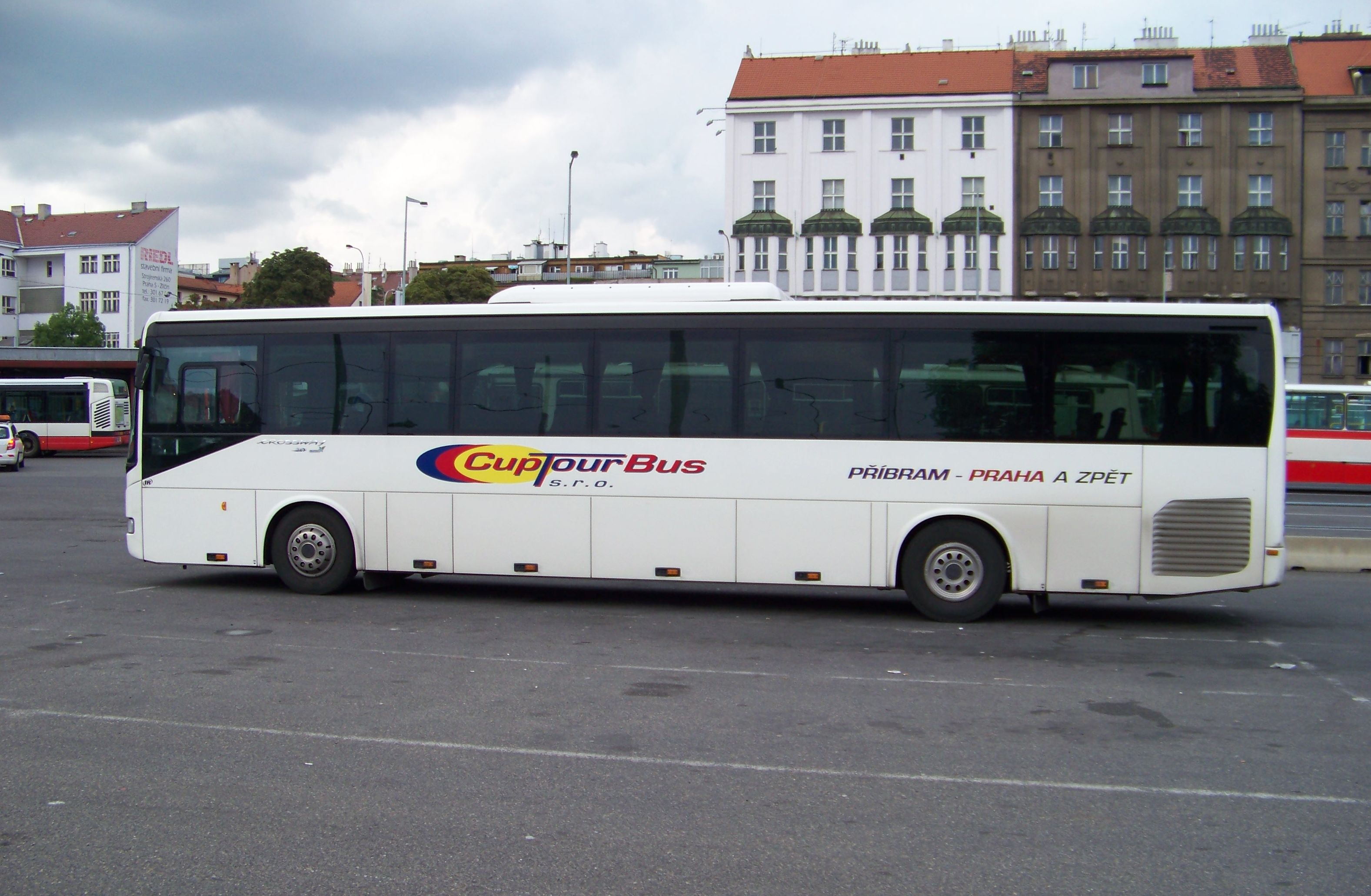
Autobus Irisbus Crossway linky Příbram–Praha

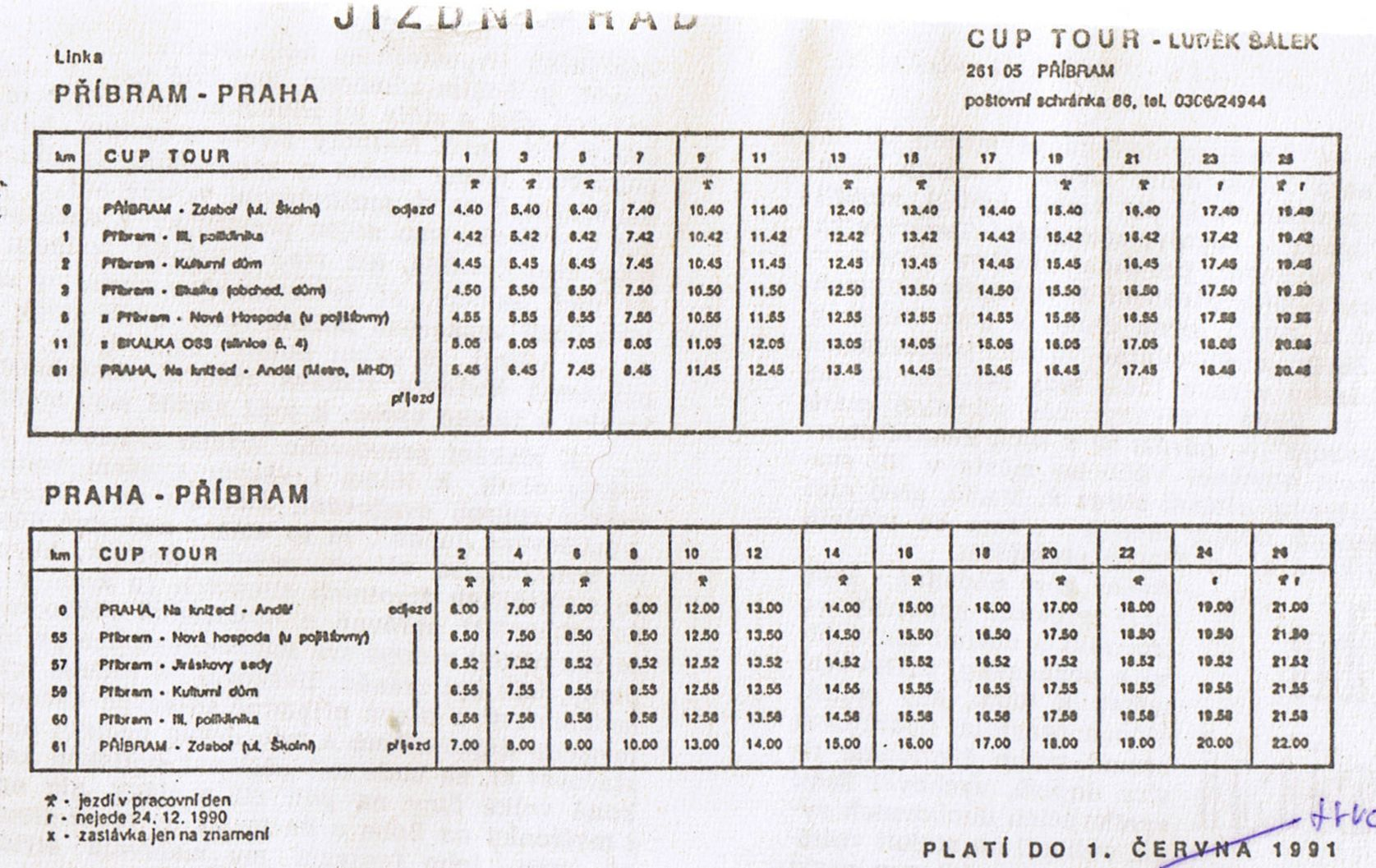
Jízdní řád nečíslované linky Praha–Příbram z roku 1990

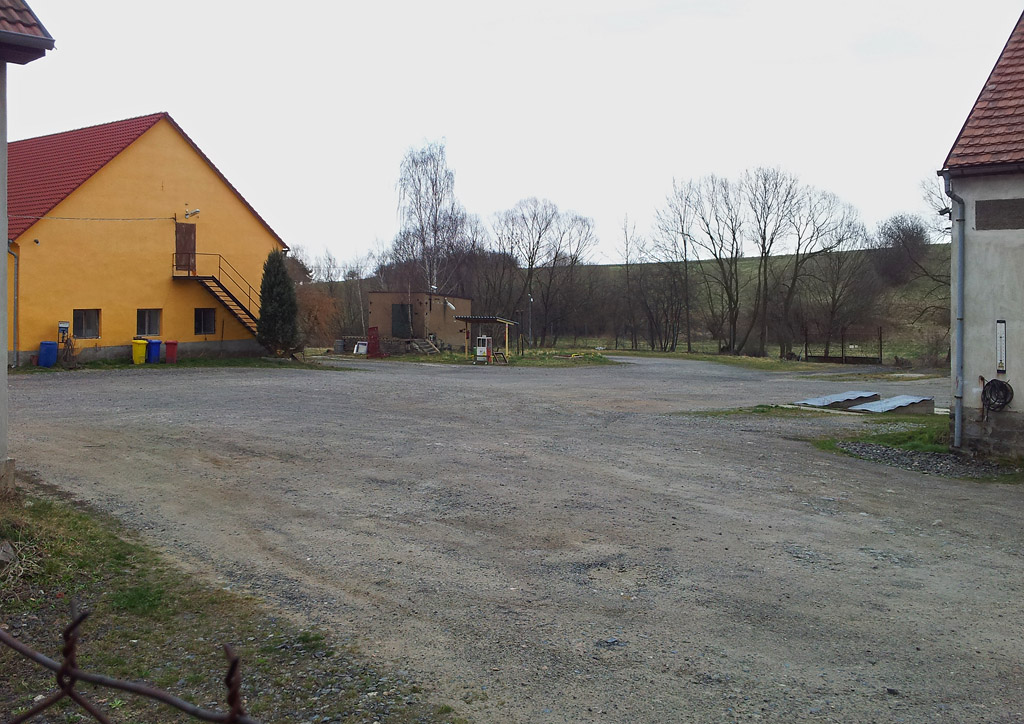
Areál CUP TOUR bus na Dubně dne 19. 3. 2014 zeje prázdnotou, autobusy již byly přestěhovány do Arrivy v Příbrami

CUP TOUR bus, s.r.o. byl autobusový dopravce z Příbrami. Společnost patřící rodině Polových v roce 1997 navázala na činnost živnostníka Luďka Šálka, který v autobusové dopravě podnikal od roku 1990, a specializovala se na linkovou dopravu mezi Prahou a Příbramí. Roku 2014 zanikla fúzí se společností Arriva Praha s.r.o.

## Historie
Pod značkou CUP TOUR začal provozovat autobusovou dopravu v roce 1990 živnostník Luděk Šálek, jehož příjmením bylo inspirováno logo a název firmy. V roce 1990 začal provozovat linkovou autobusovou dopravu mezi Prahou a Příbramí. Na majetek společnosti (resp. podnikající fyzické osoby) Luděk Šálek – CUP TOUR byl v listopadu 1996 vyhlášen konkurz.
V roce 1997 značka a provozovaná doprava přešla na nově založenou CUP TOUR bus, s.r.o., kterou vlastnil z 80 % Dr. Jan Pol a z 20 % Alena Polová. V září 2005 převedl Dr. Jan Pol 20 % základního jmění na Jana Pola mladšího.
K 1. březnu 2014 se jediným společníkem stala Arriva Praha s.r.o., kupní cena nebyla zveřejněna. Arriva Praha oznámila, že připravuje fúzi k 1. červenci 2014 či „do července“. K 1. červenci 2014 byl do obchodního rejstříku zapsán zánik společností fúzí se společností Arriva Praha s.r.o. a společnost CUP TOUR bus, s.r.o. byla vymazána, linky převedeny na nástupnickou společnost. Sídlo společnosti bylo v Příbrami, provozovna s garáží v Dubně.
Kromě linkové dopravy mezi Prahou a Příbramí provozovala společnost též poptávkovou dopravu a cestovní kancelář.

## Linková doprava
V 90. letech byl Luděk Šálek průkopníkem soukromé autobusové dopravy mezi Prahou a Příbramí. Nejméně od roku 1998 do roku 2007 měla linka CUP TOUR číslo 302013. Například v jízdním řádu pro rok 2006 jezdilo na této lince kolem 30 párů spojů v pracovní den (po většinu dne půlhodinový interval) a 10 párů spojů ve volných dnech.
Na této trase si konkuroval s dopravci Connex Příbram (bývalé ČSAD Příbram) a Bosák bus, zpočátku též s ČSAD Praha-západ. 
K 9. prosinci 2007 byly linky tří dopravců (CUP TOUR, BOSÁK BUS, Connex Příbram) na trase Příbram–Praha začleněny do Středočeské integrované dopravy. Původně byly vytvořeny tři linky, z nichž na dvou se podíleli všichni tři dopravci a na jedné dva dopravci, přičemž každá z linek měla svoje zkrácené označení v rámci SID, odpovídajícími koncovému dvojčíslí licenčního čísla linky. K 1. červenci 2008 u příležitosti fúze společnosti Connex Příbram do Connex Praha došlo ke změně licenčních čísel linek a rozdělení licencí na jednotlivé dopravce. Čísla linek 302097 a 302098 zůstala dopravci CUP TOUR, zatímco spoje dopravce Connex Příbram byly převedeny na linku 300098 a spoje dopravce BOSÁK BUS na linky 303097 a 303098. Zkrácené označení linek v SID však zůstalo zachováno, čímž vznikla anomální situace, že některé licencované linky mají více různých zkrácených linkových označení a naopak, pod společným zkráceným označením jezdí více licencovaných linek.
Po začlenění linek do Středočeské integrované dopravy provozoval tyto linky: 
- 302097 (D97) Příbram–Praha (spoje v pracovní dny bez zajíždění do Dobříše). Na provozu linky D97 se podílel též dopravce BOSÁK BUS (pod licenčním číslem 303097).
- 302098 (D98 - pracovní dny, D99 – víkendy) Příbram–Dobříš–Praha. Na provozu linky se podíleli též dopravci BOSÁK BUS (303098) a Arriva Praha (300098, dříve Veolia Transport Praha, předtím Connex Praha). Víkendová linka se zajížděním do Dobříše původně až do 1. července 2008 měla licenční číslo 302099.

Všechny tři firmy jezdící na trase Příbram–Praha v letech 2007–2014 postupně získala skupina Arriva, kterou v roce 2010 získaly Deutsche Bahn.
Při zániku společnosti v červenci 2014 byly linky 302097 i 302098 převedeny na nástupnickou společnost Arriva Praha, souběžně byla zachována i souběžná linka 300098 téhož dopravce. 

## Vozový park
Dopravce provozoval převážně autobusy značek Karosa a Irisbus a též několik autobusů značky Berkhof a jeden vůz Volvo. Podle webu Seznam autobusů.cz měl dopravce k březnu 2014 nejméně 16 aktuálně provozních autobusů, Hospodářské noviny uvádějí „necelé dvě desítky“ autobusů.